# Loxostege deliblatica
Loxostege deliblatica là một loài bướm đêm trong họ Crambidae.